# Tour Lambert
La tour Lambert est un édifice médiéval situé à Lisieux, dans le département français du Calvados. C'est une des deux tours médiévales qui subsistent dans la ville, le dernier vestige subsistant d'anciennes fortifications étant un fragment de l'enceinte du Bas-Empire romain conservé à proximité immédiate de la cathédrale.
Le vestige, inscrit au titre des monuments historiques en 1927, est racheté par la ville au début des années 2020 et fait l'objet de travaux en 2024, même si l'utilisation de l'édifice ne semble pas encore totalement décidée.

## Localisation
Le monument est situé dans le département français du Calvados, 19B quai des Remparts à Lisieux. Le nom est lié au manoir Lambert.

## Historique

### Contexte

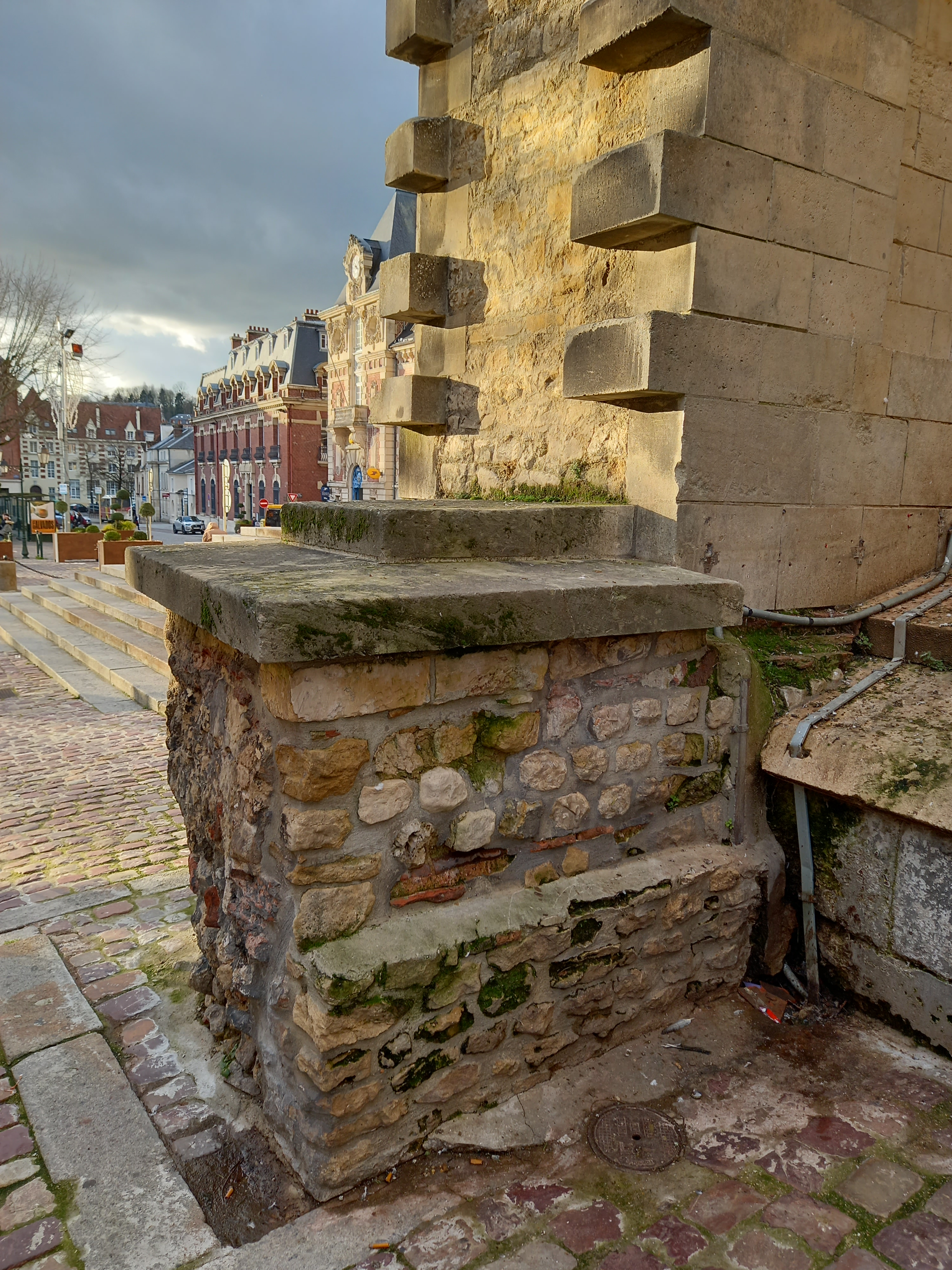
Fragment de l'enceinte romaine de Lisieux.

Lisieux est dotée au Bas-Empire romain d'une enceinte de 8 hectares dont il ne reste plus de traces si ce n'est un fragment à proximité immédiate de la cathédrale. La muraille est détruite partiellement au XIe siècle mais reconstruite au siècle suivant. La ville est incendiée en 1136. La ville déborde par la suite de ses murs antiques.
Un Fort L’Évêque est édifié dans la seconde moitié du XIVe siècle, « quartier exigu englobant la cathédrale ». La ville est prise plusieurs fois à partir du milieu du XIVe siècle, même si le secteur le plus touché est celui des faubourgs.
La construction de l'enceinte médiévale comprenant les faubourgs est décidée en 1407, en pleine guerre de Cent Ans et « ébauchée » au moment de la prise de la Normandie en 1417-1419. Les travaux ne sont pas terminés lors de la prise de la ville par Charles VII en 1449, qui s'opère sans combat du fait de la reddition de l'évêque Thomas Basin.

### Rare vestige de l'enceinte médiévale de Lisieux

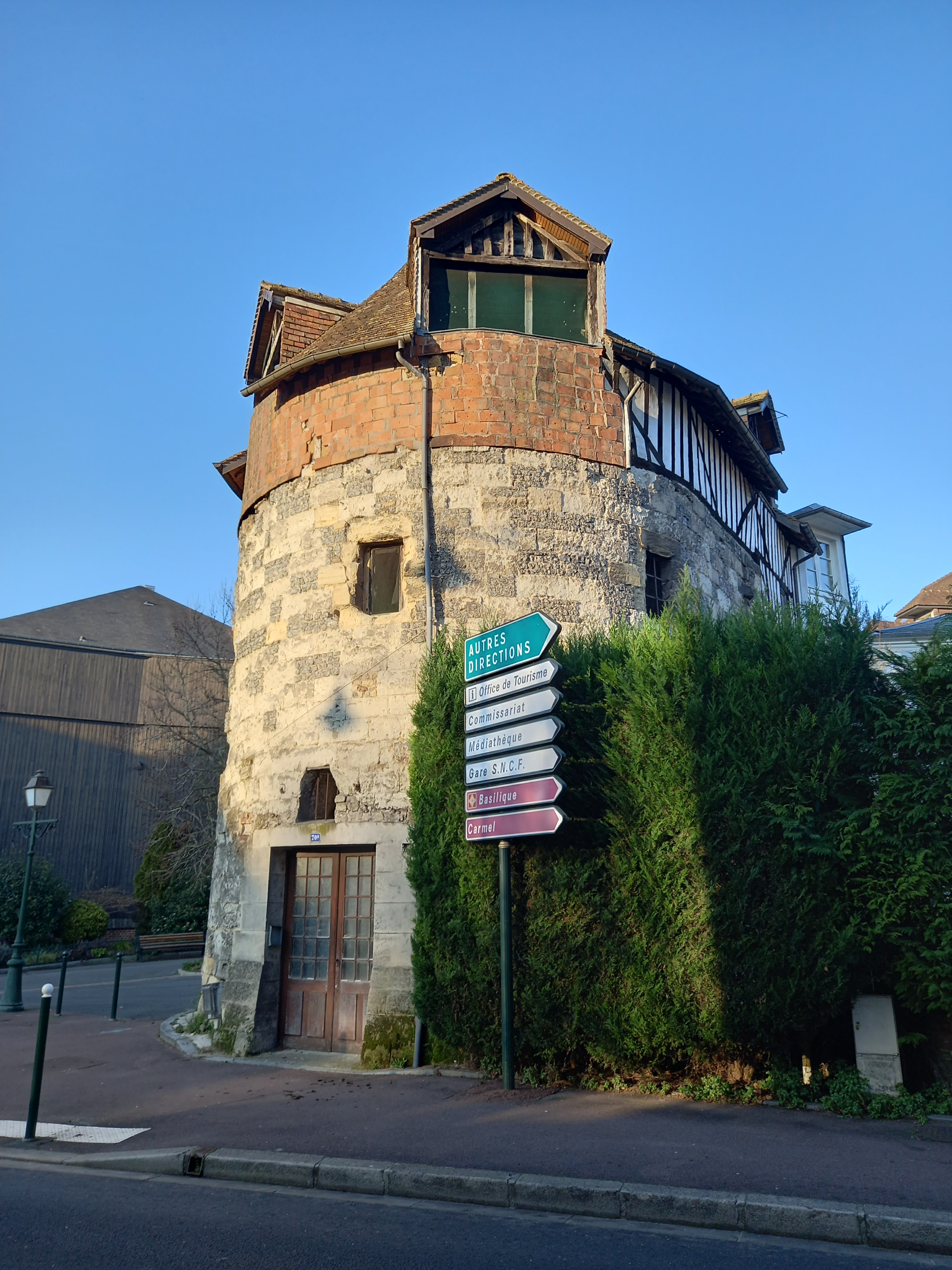
Tour Sainte-Anne, l'autre tour médiévale de Lisieux conservée.

Plan de Lisieux à l'époque médiévale.

La ville est entourée d'une véritable enceinte précédée de douves profondes en 1491. L'enceinte est flanquée de dix-sept ou vingt tours et percée de quatre portes.
Les premières destructions dans le rempart datent du dernier quart du XVIIe siècle, dans le secteur du jardin public de l'évêché. Les portes de la ville sont détruites en une dizaine d'années, entre 1797 (la porte de la Chaussée), 1798 (porte de Caen) et 1808 (portes de Paris et d'Orbec).
On peut suivre approximativement son tracé en parcourant le quai des remparts, les boulevards Carnot, Duchesne, Fournel, Jeanne-d'Arc et Sainte-Anne, passant en partie sur l'enceinte romaine. Il subsiste de nos jours deux tours : l'une sur le quai des remparts, la tour Lambert et la seconde, boulevard Sainte-Anne, au numéro 70.
La tour est datée de 1491 et restaurée en 1587. L'architecte est Guillemot Samaison. La tour Sainte-Anne, mentionnée en 1492, a longtemps porté le nom de tour du Coin-Bénard et a été largement modifiée au fil de son histoire.

### XXesiècleetXXIesiècle

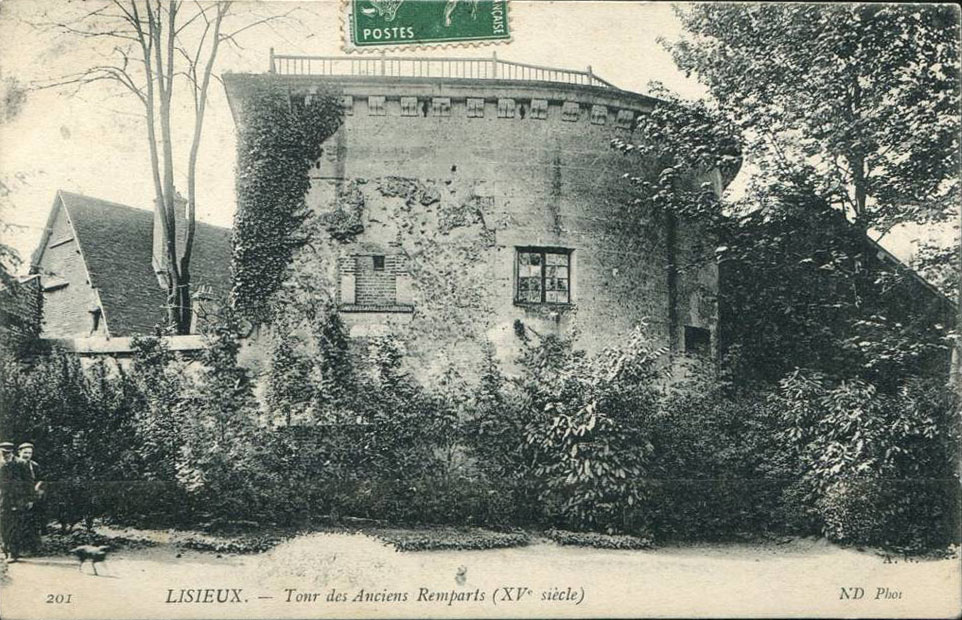
La tour sur une carte postale ancienne datée du début du XXe siècle.

L'enceinte est détruite à la fin du XVIIIe siècle.
L'édifice est inscrit au titre des monuments historiques par arrêté du 19 mai 1927.

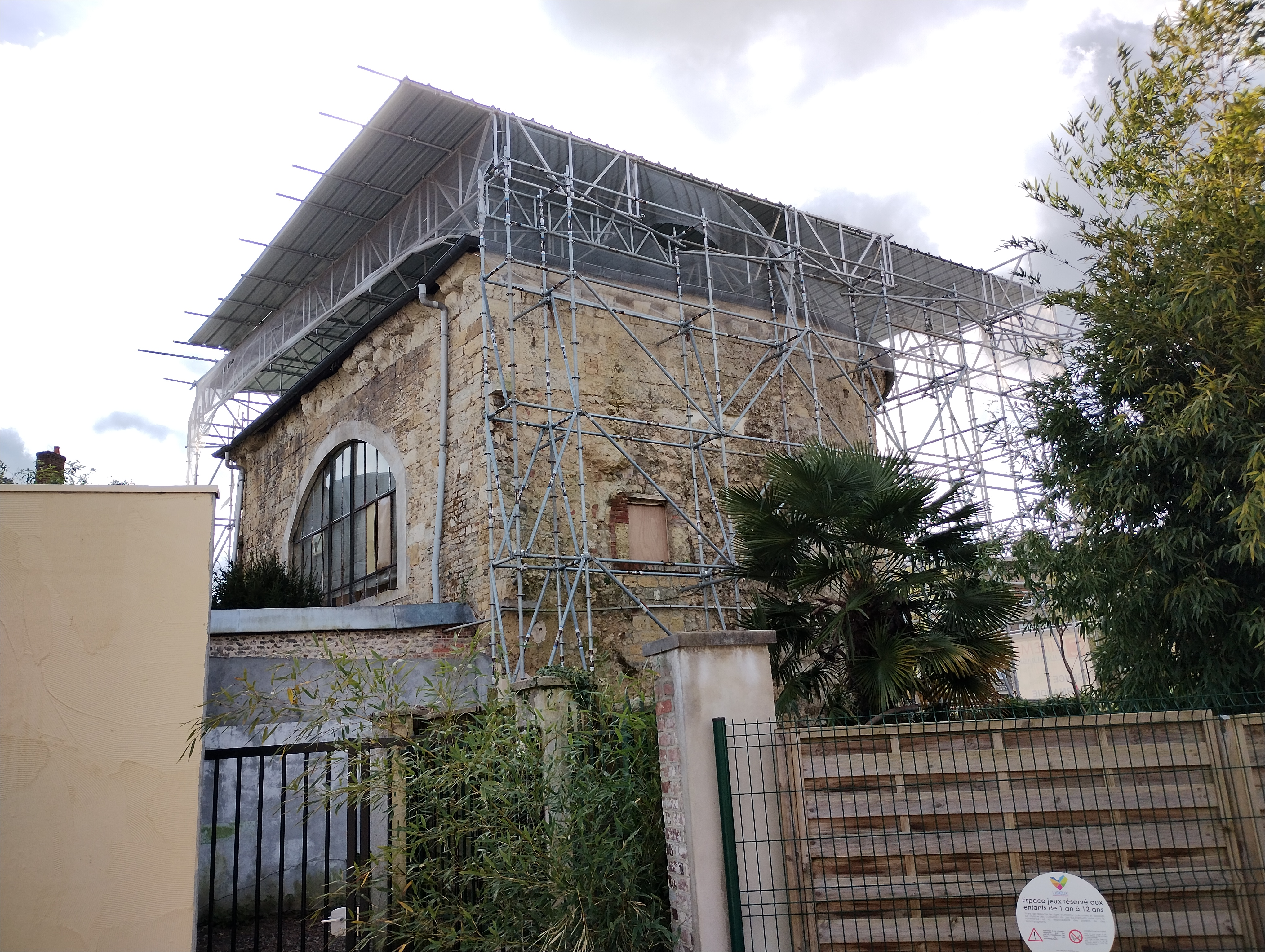
La tour Lambert en travaux, avril 2024.

Propriété privée, l'édifice est peu à peu laissé à l'abandon et très peu entretenu. La tour est acquise par la ville en novembre 2021 pour une somme de 40 000 € mais nécessite des travaux importants alors que la destination de l'édifice n'est pas définie, un usage pour des expositions temporaires étant envisagé,. 
Les travaux sont en cours au printemps 2024, l'édifice ayant en particulier souffert car il a pris l'eau. En mars 2024 la salle basse, bouchée avec de la terre et des gravats, est dégagée. En avril 2024, la tour fait l'objet d'une étude d'orthophotographie, un scan de la construction à l'aide d'un drone.

## Description
La tour Lambert comporte une salle basse voûtée qui porte les armoiries de la ville. Un tunnel est excavé le 26 mars 2024. Quatre galeries sont identifiées en mai 2024 mais aux fonctions méconnues.